# Geokichla wardii
Geokichla wardii là một loài chim trong họ Turdidae.

## Hình ảnh

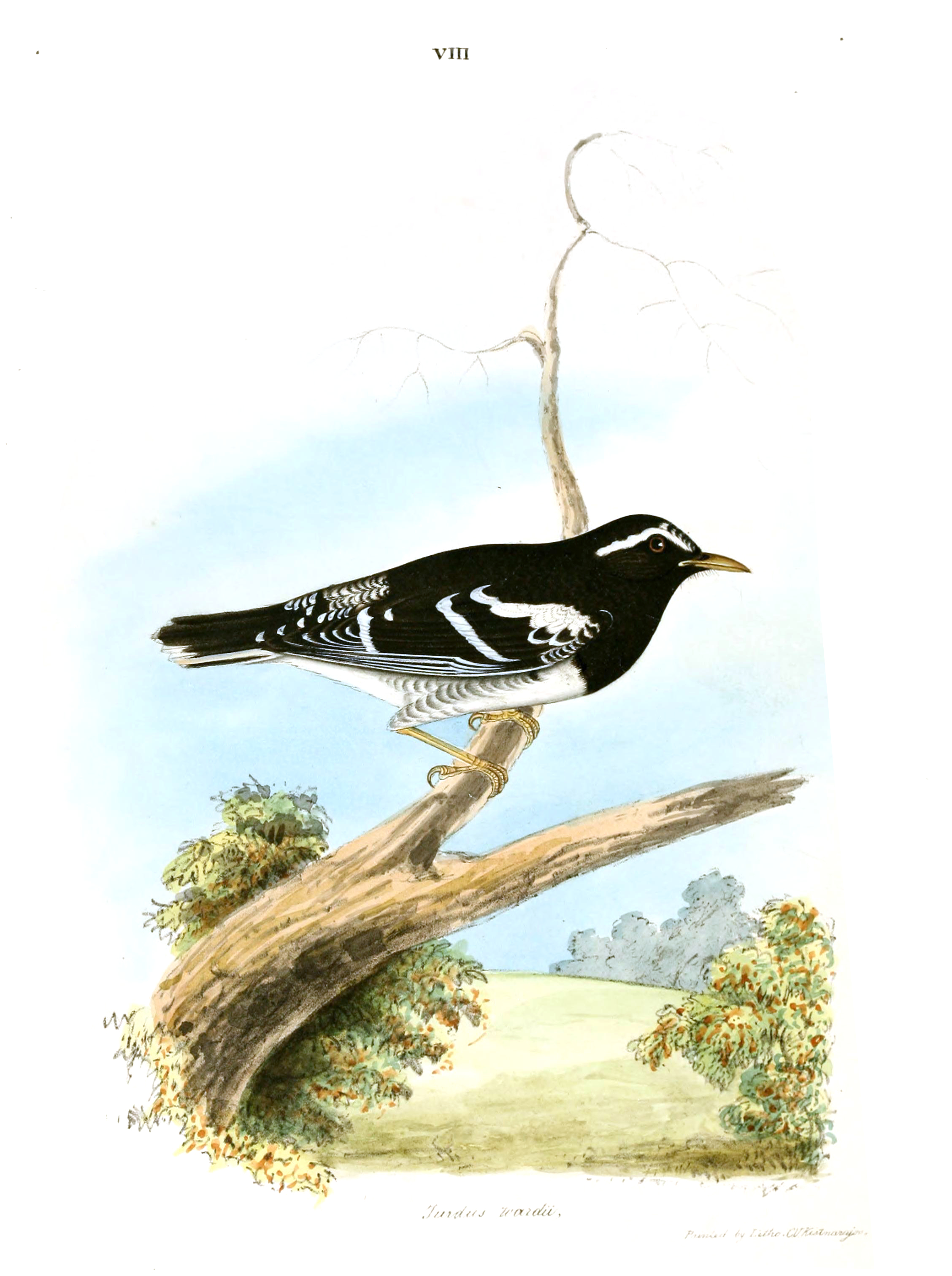